# Cléry (Côte-d’Or)
Cléry település Franciaországban, Côte-d’Or megyében. Lakosainak száma 160 fő (2022. január 1.). Cléry Broye-Aubigney-Montseugny, Perrigny-sur-l'Ognon, Champagney és Mutigney községekkel határos.

## Népesség
A település népességének változása:
| Lakosok száma | 118  | 139  | 117  | 133  | 129  | 135  | 142  | 153  | 155  | 160  |
|               | 1968 | 1982 | 1990 | 2006 | 2013 | 2015 | 2017 | 2019 | 2020 | 2022 |